# Auto Motor și Sport
Auto Motor și Sport este o revistă auto, unul dintre brandurile de tradiție din Europa.

## Auto Motor și Sport în România
Auto Motor și Sport este prima revistă auto lansată în România, în 1997.
În februarie 2010, revista avea vânzări de aproximativ 14.000 de exemplare pe ediție.
Din aprilie 2010, revista Auto Motor și Sport este publicată de Sanoma Hearst România.